# Les Cribleuses de blé
Pour les articles homonymes, voir Blé (homonymie).
Les Cribleuses de blé est un tableau de Gustave Courbet, peint entre 1854 et 1855 et exposé au musée d'Arts de Nantes.

## Description
Il s'agit d'une Scène de genre au format paysage et de moyenne dimension représentant trois personnages dans un décor rural. Au centre, de dos, on voit une jeune femme portant une robe rouge, agenouillée, en train de cribler des grains de blé au moyen d'un van ; les grains s'accumulent sur un drap beige qui recouvre pratiquement le sol entier ; à gauche, une autre jeune fille, assise en tailleur, portant une coiffe blanche, l'air un peu endormi et fatigué, trie à la main des grains de blé disposés dans un large plat. Enfin, à droite, assis, un jeune garçon examine l'intérieur du tarare. Autour de ces personnages, se trouvent trois gros sacs, une petite chaise sur laquelle dort un chat roux, des ustensiles (jarre en terre avec sa cuillère, chaudron en cuivre, panier en osier, assiette, bol en bois...).

## Analyse
Point focal de la composition, située au centre, la femme agenouillée s’impose au spectateur par sa taille presque disproportionnée, mais aussi par l’énergie et la tension qu’elle développe et transmet à l’ensemble de la représentation. Au puissant mouvement d’ellipse qu’elle imprime au tamis, à la sensualité de sa position, visage caché, presque anonyme, elle emplit de sa présence toute la toile, tandis que les deux autres apparaissent comme des figurants.
Sur le plan de la lecture, de gauche à droite, on observe ce que Linda Nochlin (1963) traduisait comme étant « l'image du progrès dans le domaine des activités agricoles : à gauche, la séparation manuelle, inefficace, rétrograde du grain et de la menue paille ; au centre l’emploi plus progressiste et énergique du crible ; […] à droite, la mécanisation » : Courbet dépasse ainsi le réalisme pittoresque pour atteindre à la noblesse de « l’allégorie réelle ».

## Histoire du tableau
Ce tableau a été peint par Courbet entre 1853 et 1854 à Paris . Le peintre l'a d'abord intitulé Les Cribleuses ou les Enfants des cultivateurs du Doubs.
Les deux jeunes femmes sont sans doute les deux sœurs de Courbet : Zoé (qui crible le blé) et Juliette (qui est assise). Le jeune garçon pourrait être Désiré Binet, le fils naturel du peintre.
Cette œuvre a été exposée pour la première fois au salon de 1855 à Paris, puis en 1861 lors de la neuvième exposition de la Société des amis de l'art de Nantes, qui achète aussitôt l'œuvre au nom du musée des Beaux-Arts de la ville, pour la somme de 4000 euro.